# TL-01
TL-01とは、タミヤよりリリースされている電動RCカーモデルのシャーシ名称である。

## 概要
入門用車種として開発されたシャーシ。組み立てやすさと剛性感の両立を求め、ツーリングカーシャーシとしては、他に採用例の無い駆動系を一体構造としたモノコックシャーシを採用している。のち、改良型であるTL-01LAやバギーモデル化したTL-01Bが発売されたが、足回りの変更が主であり車体の基本構成に変更はない。
組み立て済み完成フルセット「XB(eXpert Build) Pro」シリーズの基本シャーシとして2001年12月まで採用されていたが、これ以降はTT-01が採用されている。

## 長所・短所
長所
- 入門用モデルとして装備を最小限に抑え、価格を安くあげている。
- 駆動系と車体構成部が一体構造のため、組み立てやすい。
- 樹脂パーツの多用により（当時としては）軽量な構成の車体である。
- サーボとステアリングがダイレクトにリンゲージしているためクイックなハンドリング感がある。

短所
- 耐久性を重視し、足回りに軟らかめの素材を採用しているため、この点がパワーアップした際の剛性感不足というネガになる（この点はTL-01LAのロングスパンサスアームにより改良された）
- その車体構成は組み立てやすさの反面、整備性の悪化を招いている（ギアボックス内部の整備をするにはシャーシを二分割する必要がある）
- ギアの点数が多く、オンロードモデルとしては駆動効率が低い。
- 基本的にクラッシュに強い車体だが、バッテリーホルダーにサスアームと同じ軟質素材を用いたせいかクラッシュの際にバッテリーが飛び出す癖がある（オプションのクイックバッテリーホルダーに換えることによりある程度解消できる）
- ウレタンバンパーが装備されていない（オプション設定にもない）ので、ボディの傷みが激しい（「入門用モデル」という性格としては欠点であろう）

## TL-01シリーズ
- TL-01　1997年発売

TA03が全盛の1997年に入門キットのシャーシとしてデビュー。以後TT-01が登場するまで長期にわたって入門車種として活躍。
- TL-01LA　2002年7月発売

TL-01をベースに、サスペンションをオプションであるロングスパンサスアームセットを組み込んだシャーシ。
- TL-01B　1998年発売

TL-01をベースにサスペンションをオフロード走行に適したロングスパン仕様に変更、バンパーを大型化したバギーモデル。

## 基本構成
- シャーシ：ポリカーボネート製モノコックフレーム
- ステアリングタイロッド：等長2分割
- サスペンション：前後ともダブルウィッシュボーン
- ダンパー：前後ともフリクションタイプ
- 駆動形式：横置きモーター・シャフトドライブ4WD
- ギヤレシオ=7.96：1（キット標準）
- デフギヤ方式=前後とも3ベベルデフ
- モーター：540タイプ
- ホイールベース：257mm

## その他
- 基本はオンロード専用シャーシであるがモノコックフレームの優れた防塵性により、オフロードモデルとしても多く使用される。
- 足回りの規格はMシャーシ（M-03やM-04、広義にはFF02）と共通である。この点によってMシャーシの改造、もしくは4WD自作Mシャーシのベースモデルとして長らく親しまれていた。
- ネーミングはTouringLightから取られている。